# جنگ صلیبی نروژی
جنگ صلیبی نروژی بوسیلهٔ زیگورد یکم، پادشاه نروژ رهبری می‌شد. در ماهیت اصلی این جنگ به عنوان یک جنگ یا یک سفر زیارتی در بین مورخان اختلاف وجود دارد. که از ۱۱۰۷ تا ۱۱۱۱ ادامه یافت، و در پیامد نخستین جنگ صلیبی به‌وقوع پیوست. در حقیقت نخستین بار بود که یک پادشاه اسکاندیناویایی شخصاً برای شرکت در جنگ صلیبی به سرزمین مقدس رفت.

## سفر به اورشلیم

### از نروژ به انگلستان (۱۱۰۸–۱۱۰۷)
زیگورد و مردانش در پاییز ۱۱۰۷ میلادی همراه با ۶۰ کشتی و حدود ۵۰۰۰ سرباز سفر دریایی‌شان را از نروژ آغاز کردند. در پاییز او به انگلستان که هنری یکم پادشاهش بود، رسید. زیگورد و سربازانش برای زمستان در آنجا ماندند و در بهار ۱۱۰۸ دوباره حرکتشان را از طریق دریا آغاز نمودند.

### در سرزمین ایبری (۱۱۰۹–۱۱۰۸)
پس از چند ماه آن‌ها به شهر سانتیاگو د کمپوستلا (Jakobsland) در پادشاهی گالیسیا رسیدند (Galizuland) حاکم محلی گالیسیا به آنان اجازه داد تا زمستان را در آنجا بگذرانند. گرچه، با آغاز زمستان دچار کمبود آذوقه شدند، زیرا حاکم محلی از فروش غدا و ابزارآلات مورد نیاز به نروژی‌ها سرباز زدند. پس، زیگورد سپاهش را جمع‌کرد و به قلعهٔ حاکم حمله کرد و هرآنچه می‌توانستند را غارت نمودند.
با رسیدن بهار، آنان مسیرشان را در امتداد ساحل پرتغال ادامه دادند، و در راهشان هشت کشتی سارازن‌ها را تصرف کردند، و پس از آن قلعه‌ای در سینترا را تصرف کردند و پس از آن راهشان را به‌سوی لیسبون، که شهری با نیمی مسیحی، نیمی کافر بود، ادامه دادند؛ آنجا جایی بود که ایبری را به دو قسمت مسلمان‌نشین و مسیحی‌نشین تقسیم می‌کرد و در نبردی دیگر در آنجا پیروز شدند. در ادامهٔ سفرشان، شهر الکاسه را غارت نمودند (احتمالاً اشاره به القصر دارد)، و سپس، در مسیرشان به مدیترانه، و در نزدیکی تنگه جبل الطارق به گروهی از مسلمانان برخوردند و آنان را شکست دادند.

### در جزایر بالئاری (۱۱۰۹)

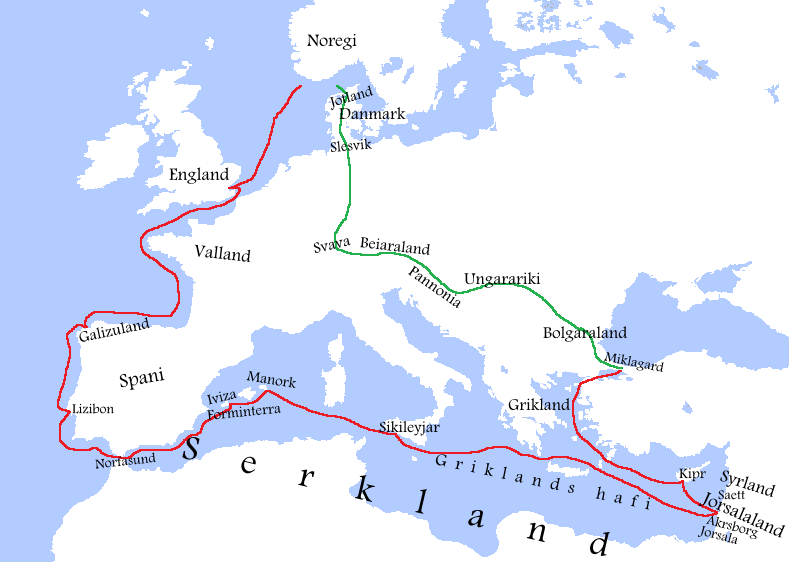
مسیر زیگورد یکم به سوی اورشلیم و قسطنطنیه (خط سرخ) و بازگشت به نروژ (خط سبز).

پس از ورود به مدیترانه، آنان مسیرشان را از کنار ساحل سرزمین سارازن‌ها به سوی جزایر بالئاری ادامه دادند. این جزایر در آن زمان از سوی مسیحیان چیزی جز بهشت دزدان دریایی و مرکز بردگان انگاشته نمی‌شد. یورش نروژی‌ها نیز نخستین حملهٔ ثبت شده در تاریخ مسیحیان به این جزایر مسلمان‌نشین است (هرچند احتمالاً حملات کوچکی رخ داده بود).
نخستین مکانی که به آن رسیدند، فرمنترا بود، و در آنجا با تعداد زیادی از مردان سیاه‌پوست و سارازن‌ها مواجه شدند، که درون غارها سکونت داشتند. پس از این نبرد، نروژی‌ها بزرگترین گنجینه‌ای که تا بحال دیده بودند را بدست آوردند. پس از این رویداد، آنان حملات پیروزمندانهٔ دیگری را به ایبیزا و سپس مینورکا انجام دادند. به نظر می‌رسد که نروژی‌ها از حمله به بزرگترین این جزایر یعنی مایورکا چشم‌پوشی کرده‌اند، زیرا در آن زمان این جزیره مرکز حکومت مستقل طایفه مایورکا و بسیار ثروتمند و مستحکم بوده‌است. داستان‌های پیروزی‌های آنان الهام بخش، تسخیر این جزایر بدست کاتالان‌ها و پیزایی‌ها در سال ۱۱۱۳–۱۱۱۵ گشت.

### در سیسیل (۱۱۰۹–۱۰)
در بهار سال ۱۱۰۹، آن‌ها به سیسیل رسیدند، و مورد خوشامدگویی کنت راجر دوم، که در آن هنگام تنها ۱۲ تا ۱۳ سال داشت، قرار گرفتند.

### پادشاهی اورشلیم (۱۱۱۰)
در تابستان سال ۱۱۱۰، آنان سرانجام به بندر عکا رسیدند، (و شاید یافا)، و به اورشلیم رفتند و در آنجا با پادشاه صلیبی بالدوین یکم دیدار کردند. به گرمی به آنان خوشامد گفته شد، و بالدوین همراه با زیگرود به سوی رود اردن تاخت، و سپس به سوی اورشلیم بازگشتند.
نروژی‌ها گنجینه‌ها و عتیقه‌جات بسیاری بدست آوردند از جمله، تراشه‌ای حقیقی از صلیبی که عیسی مسیح بر آن به صلیب کشیده شده بود.

#### محاصره صیدا
پس از بازگشت زیگورد به کشتی‌هایش در بندر عکا و هنگامی که بالدوین به سوی شهر مسلمان‌نشین صیدا در سوریه حرکت کرد، زیگورد و مردانش او را در محاصره یاری رساندند. شهر تسخیر شد و در پی آن ارباب‌نشین صیدا در آن برپا شد.

## سفر بازگشت به نروژ

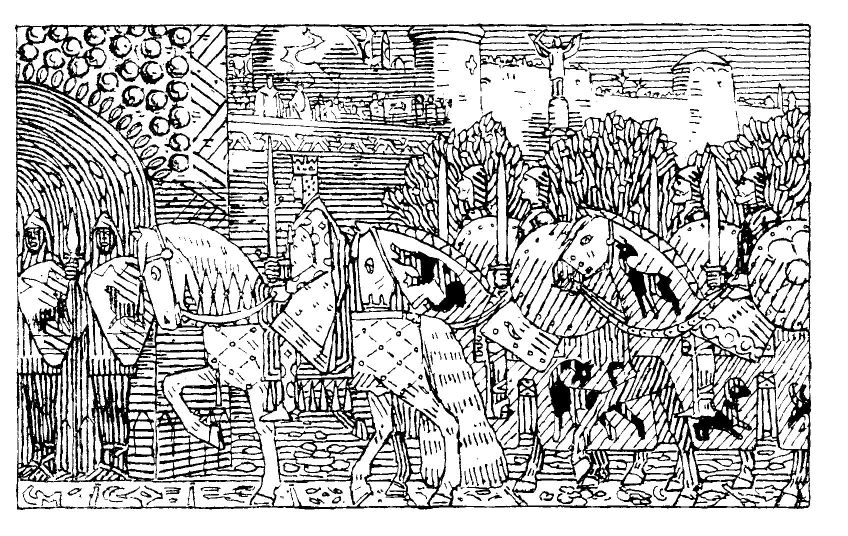
پادشاه زیگورد و سربازانش

پس از این، زیگورد و مردانش از راه دریا به سوی قسطنطنیه حرکت نمودند، و در آنجا تمام کشتی‌هایش و شماری از دست‌نشاندگان با ارزش و تعدادی از سربازانش را باقی گذارد و ادامهٔ مسیر را از راه زمینی به سوی نروژ ادامه داد، و در سال ۱۱۱۱ به آنجا رسید.